# Palol de Revardit
Palol de Revardit (spanisch Palol de Rebardit) ist eine katalanische Gemeinde mit 465 Einwohnern (Stand: 2024) in der Provinz Girona im Nordosten Spaniens. Sie ist Teil der Comarca Pla de l’Estany. Die Gemeinde besteht neben dem Hauptort Palol de Revardit aus den Ortschaften Riudellots de la Creu und Sant Martí de la Mota. 

## Geographische Lage
Palol de Revardit liegt etwa zehn Kilometer nördlich vom Stadtzentrum von Girona in einer Höhe von ca. 150 m am Río El Revardit. 

## Bevölkerungsentwicklung
| Jahr      | 1970 | 1981 | 1991 | 2001 | 2011 | 2021 |
| Einwohner | 507  | 386  | 378  | 379  | 476  | 446  |

## Sehenswürdigkeiten
- Burganlage von Palol de Revardit
- Michaeliskirche in Palol de Revardit
- Martinskirche von Sant Martí de la Mota
- Martinskapelle von Riudellots de la Creu

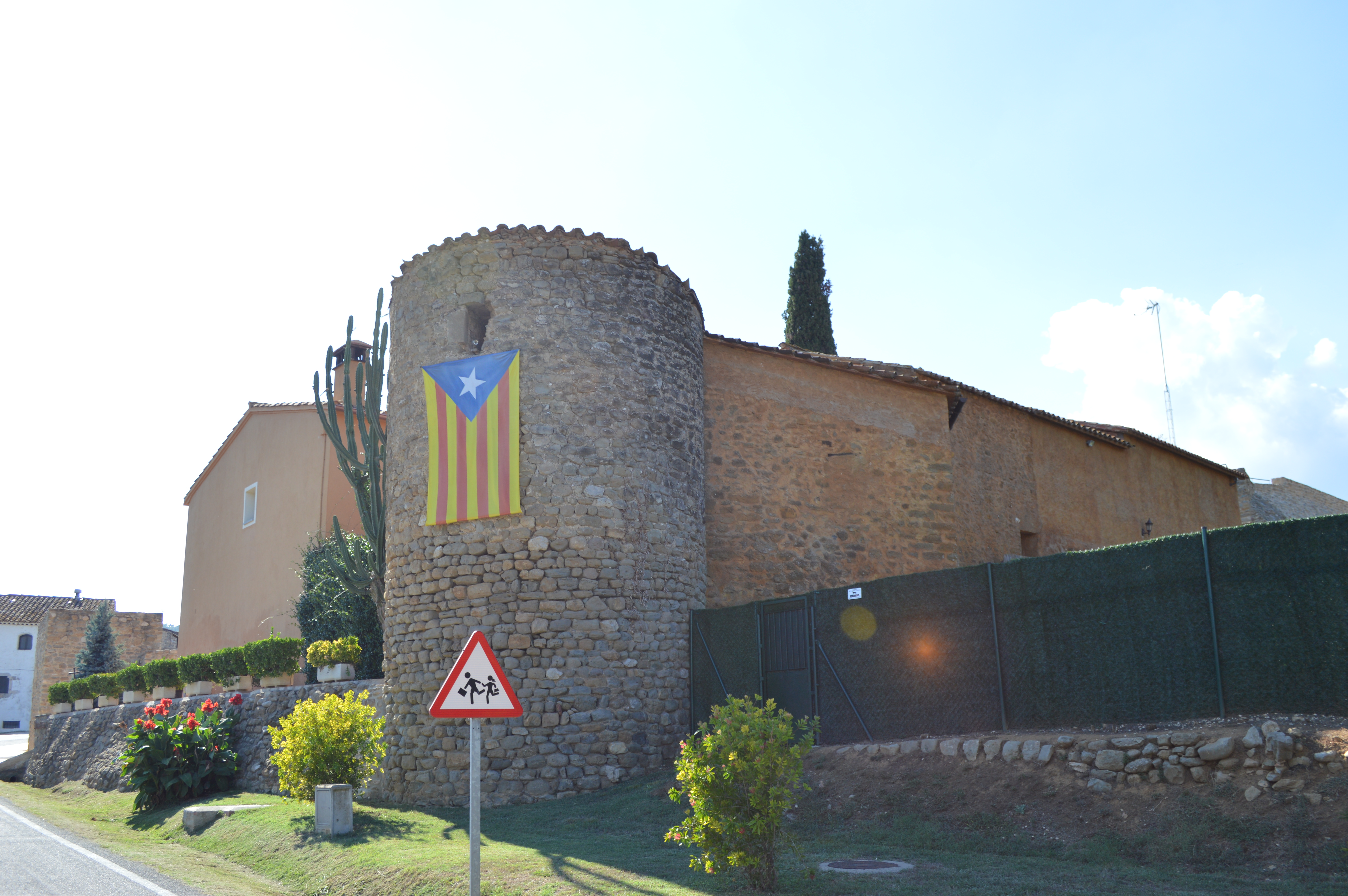
Burganlage
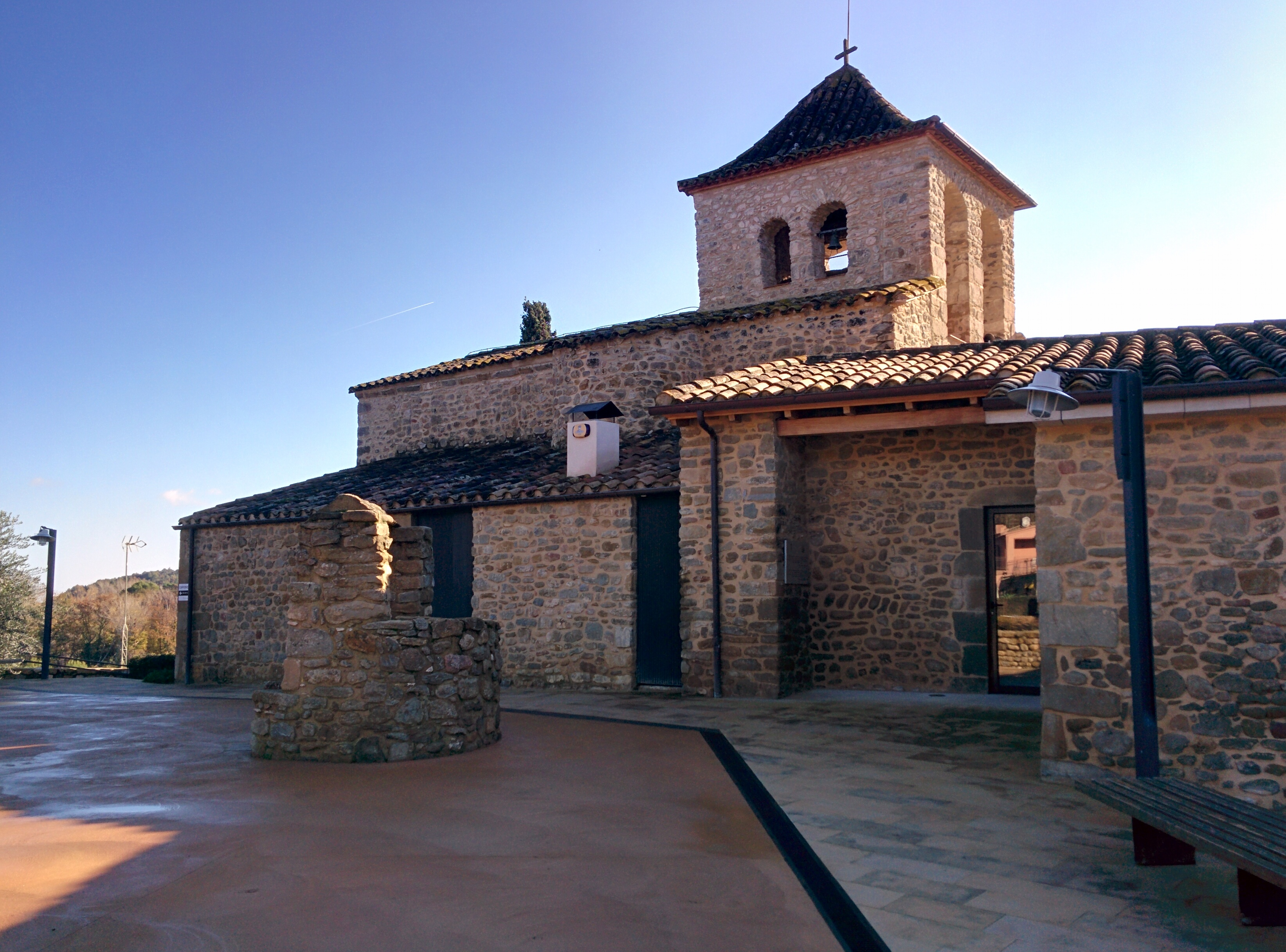
Michaeliskirche
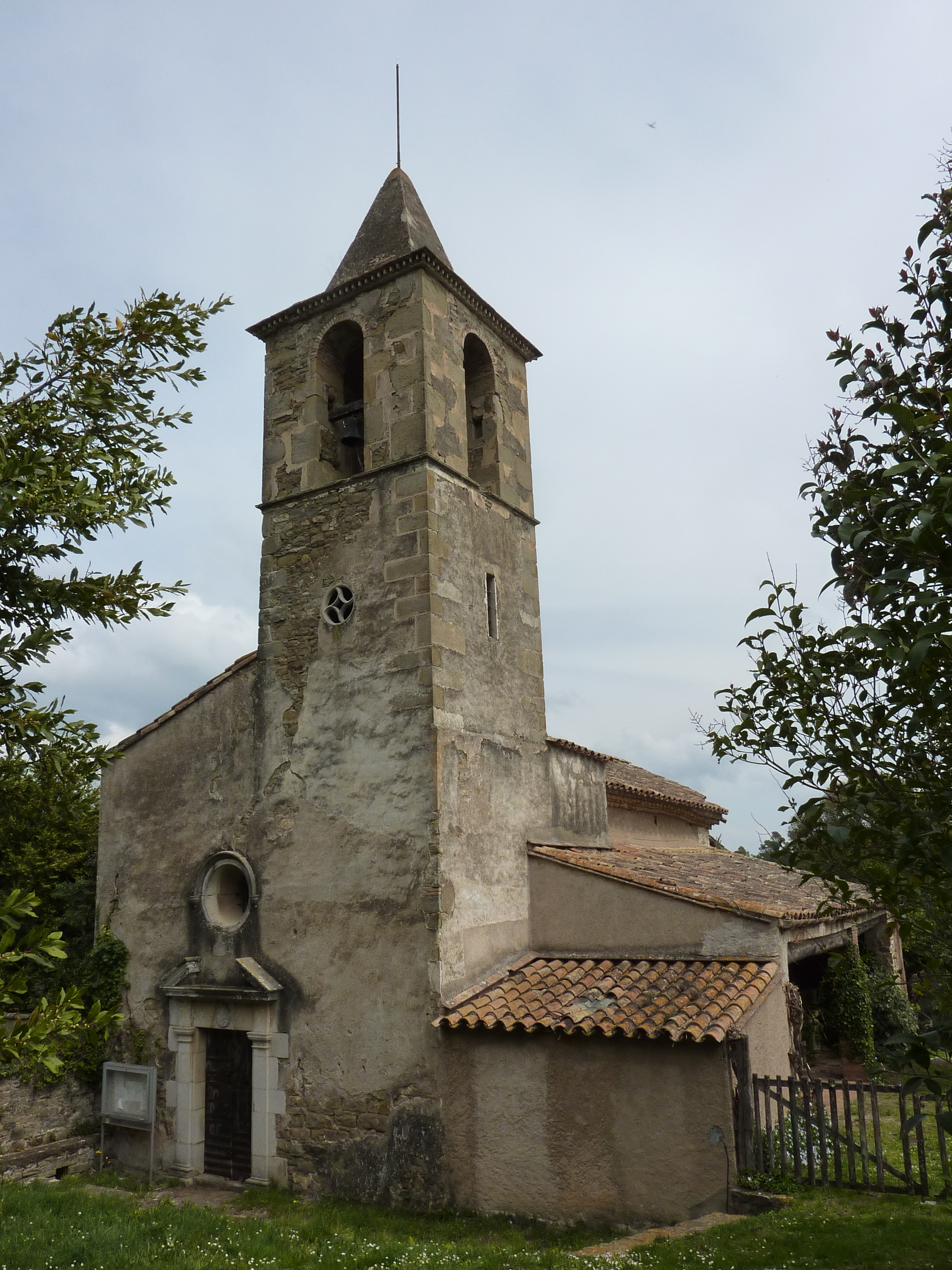
Martinskirche
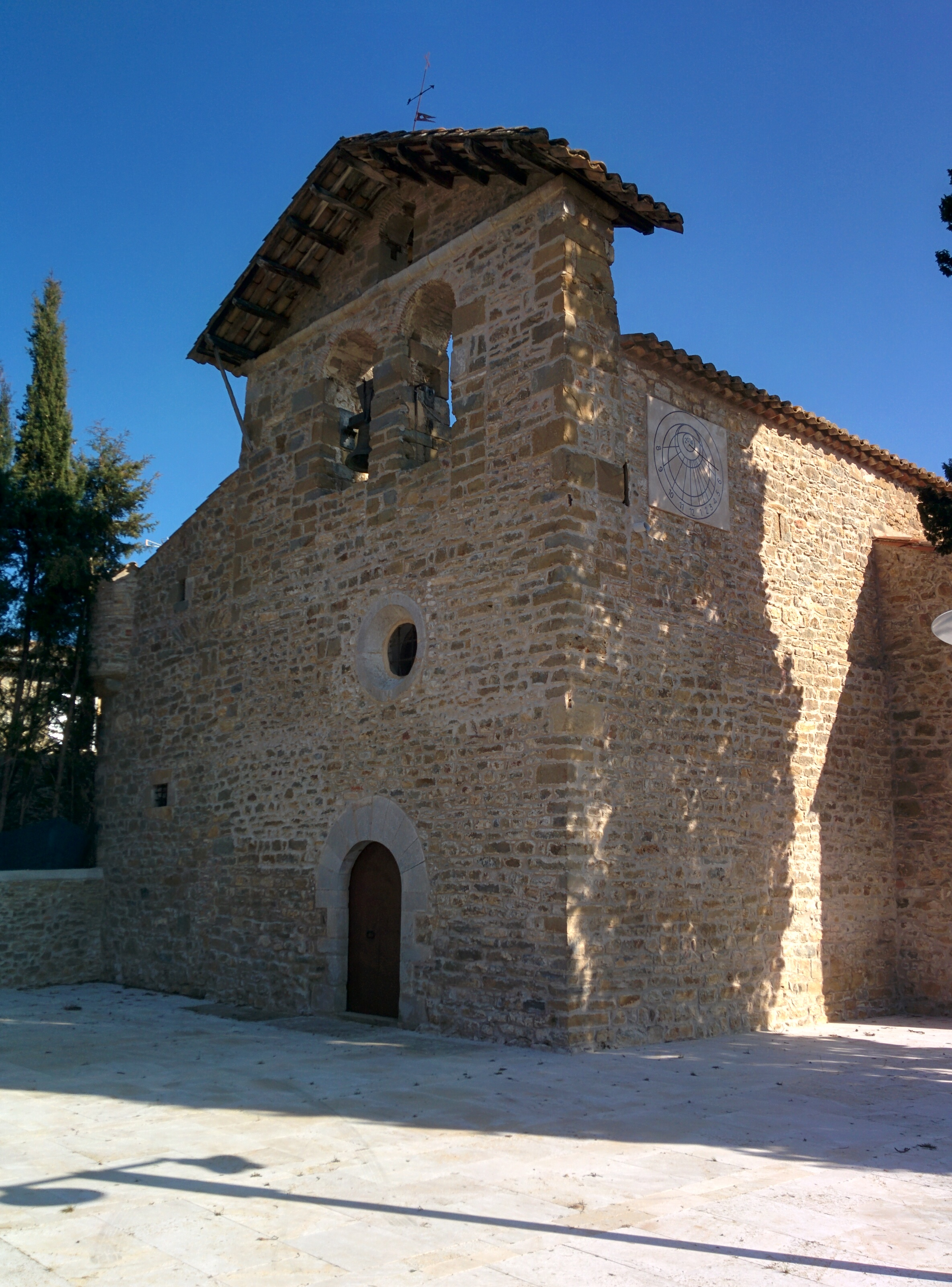
Martinskapelle